# Строительство 506
Строи́тельство 506 (Управле́ние строи́тельства № 506 и исправи́тельно-трудово́й ла́герь) — подразделение, действовавшее в системе исправительно-трудовых учреждений СССР.

## История
Строительство 506 было создано в 1950 году. Управление Строительства 506 располагалось первоначально в селении Дербинское (ныне посёлок городского типа Тымовское), Сахалинская область, затем в городе Александровск-Сахалинский и позднее вновь возвращено в посёлок Тымовское. В оперативном командовании оно подчинялось первоначально Главному управлению лагерей железнодорожного строительства (ГУЛЖДС), а позднее — Управлению лагерей и колоний Управления Министерства юстиции по Сахалинской области.
Максимальное единовременное количество заключённых могло составлять более 14 000 человек. Работы велись в чудовищных, фактически рабских условиях: в полное отсутствие инфраструктуры и недостатка техники, из-за аврального характера работы бытовые условия в лагерях для заключённых были неудовлетворительными даже по нормам ГУЛАГа.
Строительство 506 прекратилось со смертью Сталина, в 1953 году.

## Производство
Основным видом производственной деятельности заключённых было тоннельное строительство и гидротехническое строительство объектов паромной переправы в районе Татарского пролива, лесозаготовки, производство строительных материалов.

## Руководство
- Потёмкин Н.Ф., с 12.05.1950 — не ранее 27.11.1952
- и.о. нач. — полк. в/с Потёмкин Н.Ф., с 01.04.1953 — ?
- полк. Седов А.М., с 31.01.1951 по 29.04.1952
- полк. Жамойдо И.М., с 29.04.1952